# FMアドベンチャー
『FMアドベンチャー』（エフエムアドベンチャー）はNHK-FM放送で1984年4月2日から1985年3月29日まで放送されていたラジオドラマ番組である。
ラジオ第1で放送されていた「連続ラジオ小説」と「ラジオSFコーナー」をFMに移転・統合した
。
僅か1年で終了し、5分拡大の「アドベンチャーロード」にリニューアルしている。

## 作品一覧
再放送は省略。

### 1984年
| 開始日   | タイトル               | 作・原作                 | 回数   |
| -------- | ---------------------- | ------------------------ | ------ |
| 4月2日   | 無頼船長トラップ       | ブライアン・キャリスン   | 全10回 |
| 4月16日  | 101便着艦せよ          | オースチン・ファーガスン | 全15回 |
| 5月7日   | 闇の中の子供           | 小松左京                 | 全10回 |
| 5月21日  | 女たちは泥棒           | 半村良                   | 全15回 |
| 6月11日  | 密林よ熱き獣を誘え     | 南里征典                 | 全10回 |
| 6月25日  | もっとも危険なゲーム   | ギャビン・ライアル       | 全10回 |
| 7月9日   | 警官嫌い               | エド・マクベイン         | 全10回 |
| 7月23日  | あっちが上海           | 志水辰夫                 | 全10回 |
| 9月3日   | 血と黄金               | 田中光二                 | 全15回 |
| 9月24日  | 渇きの海               | アーサー・C・クラーク    | 全10回 |
| 10月15日 | 魔の視聴率             | 福本和也                 | 全10回 |
| 10月29日 | フンボルト海流         | 谷恒生                   | 全10回 |
| 11月12日 | ペテルブルグから来た男 | ケン・フォレット         | 全15回 |
| 12月3日  | カムイの剣             | 矢野徹                   | 全15回 |

### 1985年
| 開始日  | タイトル             | 作・原作   | 回数   |
| ------- | -------------------- | ---------- | ------ |
| 1月7日  | 名探偵なんか怖くない | 西村京太郎 | 全10回 |
| 1月21日 | 夏・風・ライダー     | 高千穂遙   | 全10回 |
| 2月4日  | 死ぬには手頃な日     | 矢作俊彦   | 全10回 |

## 番組の現存状況
2020年の時点で「女たちは泥棒」・「警官嫌い」・「あっちが上海」・「血と黄金」・「ペテルブルグから来た男」等の一部放送回がNHKアーカイブスに保存されていないことを公表していた。2021年に全回、揃っていたことが報告された。